# Usinens
Usinens est une commune française située dans le département de la Haute-Savoie, en région Auvergne-Rhône-Alpes.

### Communes limitrophes

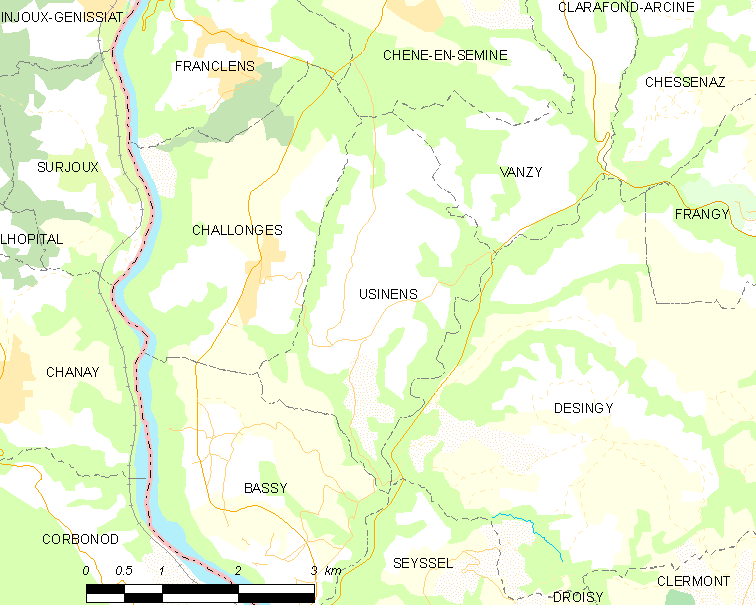
Usinens et les communes voisines.

## Urbanisme

### Typologie
Au 1er janvier 2024, Usinens est catégorisée commune rurale à habitat dispersé, selon la nouvelle grille communale de densité à sept niveaux définie par l'Insee en 2022.
Elle est située hors unité urbaine. Par ailleurs la commune fait partie de l'aire d'attraction de Genève - Annemasse (partie française), dont elle est une commune de la couronne,. Cette aire, qui regroupe 158 communes, est catégorisée dans les aires de 700 000 habitants ou plus (hors Paris),.

### Occupation des sols
L'occupation des sols de la commune, telle qu'elle ressort de la base de données européenne d’occupation biophysique des sols Corine Land Cover (CLC), est marquée par l'importance des territoires agricoles (67,8 % en 2018), en augmentation par rapport à 1990 (62,4 %). La répartition détaillée en 2018 est la suivante : 
zones agricoles hétérogènes (50,6 %), forêts (32,2 %), terres arables (9 %), cultures permanentes (6,3 %), prairies (1,8 %).
L'IGN met par ailleurs à disposition un outil en ligne permettant de comparer l’évolution dans le temps de l’occupation des sols de la commune (ou de territoires à des échelles différentes). Plusieurs époques sont accessibles sous forme de cartes ou photos aériennes : la carte de Cassini (XVIIIe siècle), la carte d'état-major (1820-1866) et la période actuelle (1950 à aujourd'hui).

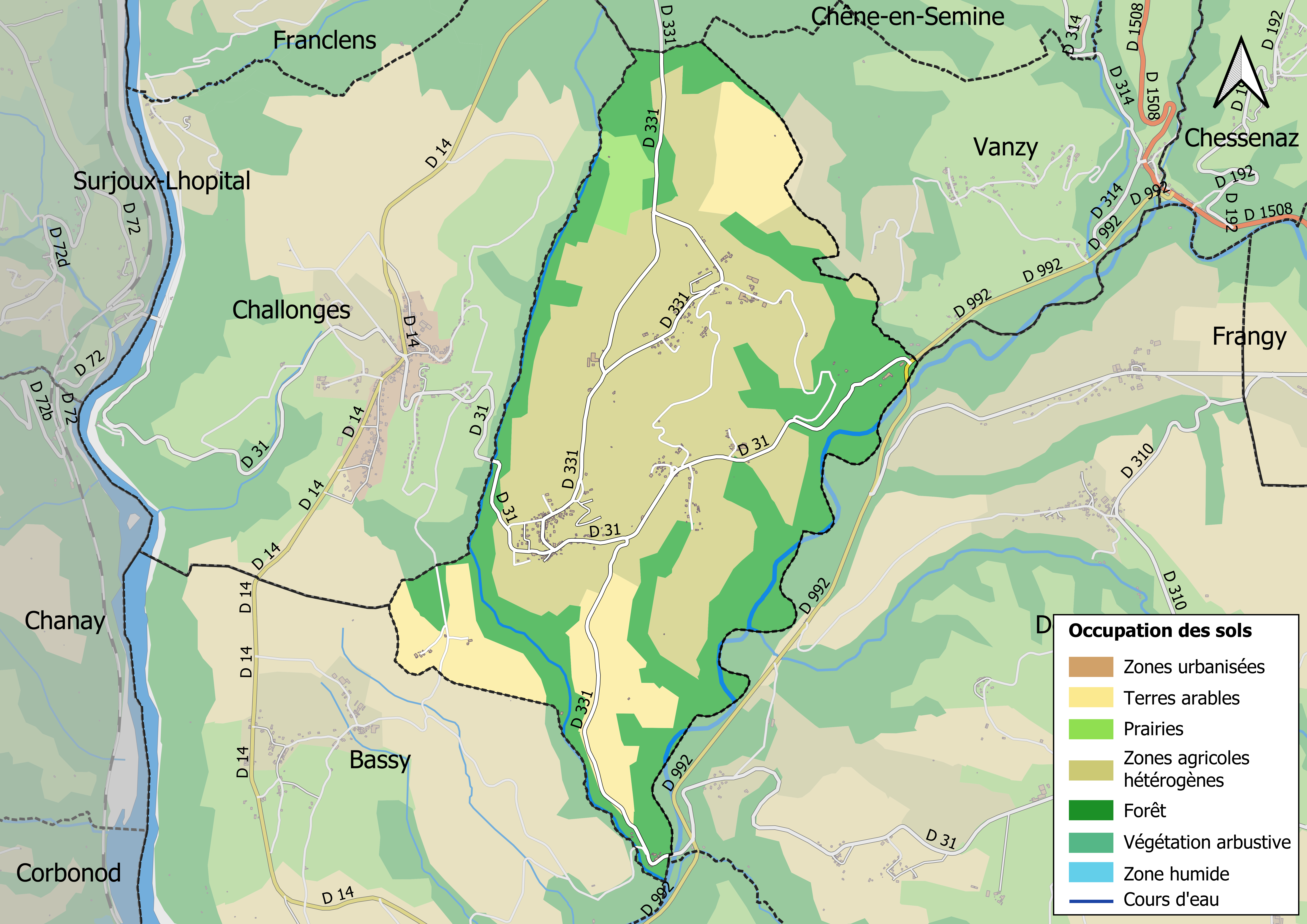
Carte des infrastructures et de l'occupation des sols en 2018 (CLC) de la commune.
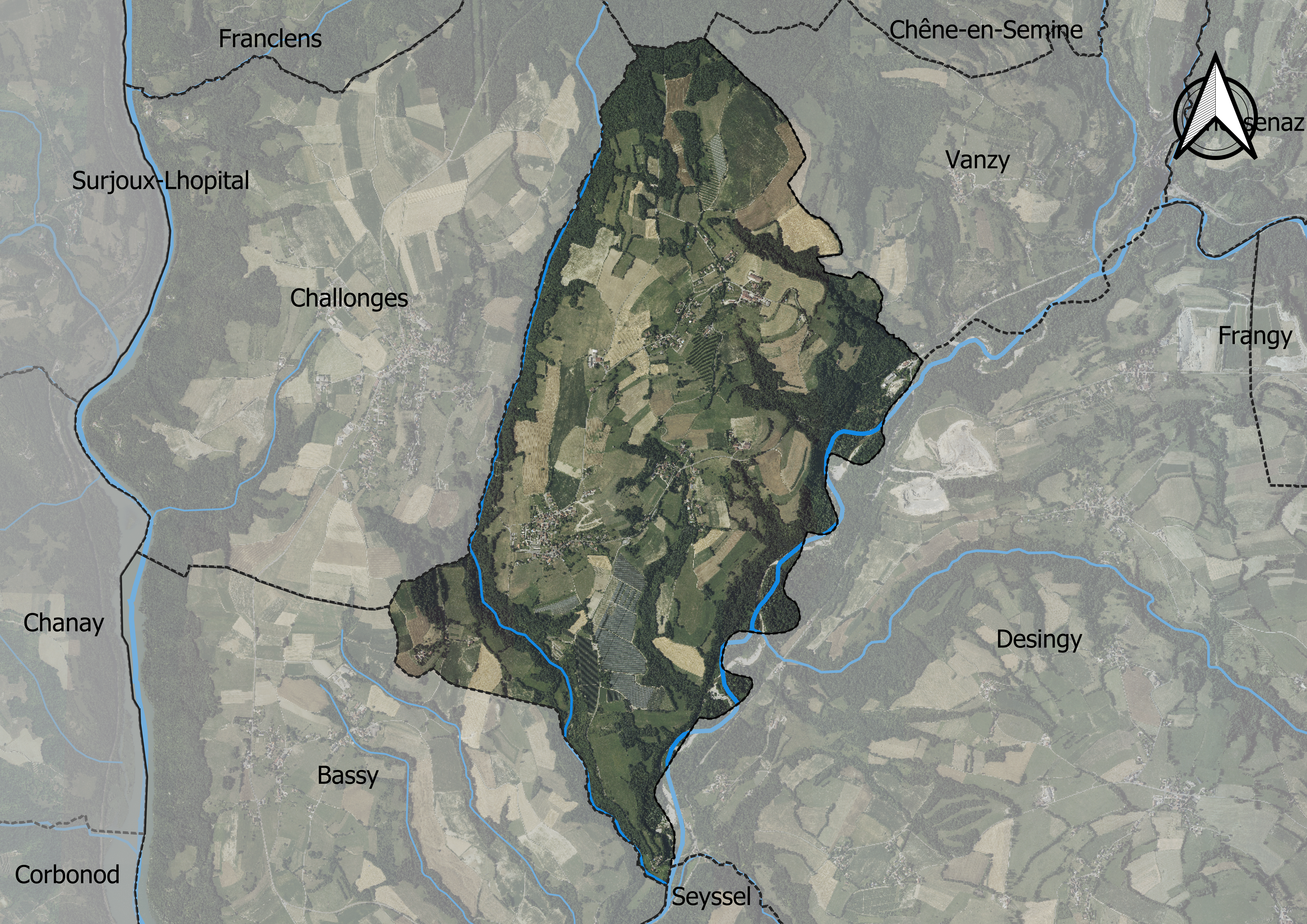
Carte orthophotogrammétrique de la commune.

## Toponymie
Le nom de la localité est attesté sous les formes Uzinengus et Usunens au XIIIe siècle, Usenens en 1303.
Il s'agit d'une formation toponymique d'origine burgonde qui procèderait d'un primitif *Uswiningos « chez les Uswin, les gens d’Uswin, la famille d’Uswin », basé sur le nom de personne Uswin (ou Usoin, Usin-) et suivi du suffixe germanique de provenance et d'appartenance -ing (de *-ingaz), romanisé en -ingos,.
En francoprovençal, le nom de la commune s'écrit Uzinin, selon la graphie de Conflans.

## Histoire
Usinens connut une implantation romaine dès le Ier siècle, époque durant laquelle furent construits plusieurs édifices civils et religieux. L'église primitive semble avoir été édifiée sur les fondations d'une ancienne villa romaine.
Au XIIIe siècle, la paroisse d'Usinens a relevé de plusieurs seigneuries (Châtel, Bossy, Arlod), appartenant au comté de Genève. Le château de Châtel appartient, au XIVe siècle, directement aux comtes de Genève. Il semble être le centre d'une “ville”, dont il ne reste peu de trace, Châtel-en-Semine, se trouvant aujourd'hui à la limite d'Usinens et de Bassy.
En 1629, la peste ravage la région.
Au XVIIIe siècle, la commune est tournée principalement vers la viticulture, au point qu'elle est « la seule denrée que les habitants puissent vendre pour payer les deniers royaux, le sel et autres différents entretiens ». À partir du XIXe siècle, la superficie exploitée passe de 80 ha (1872) 20 ha (1973).
Pendant la Révolution française, les troupes révolutionnaires envahissent la Savoie en 1792 et la constitue 84e département français sous le nom de département du Mont-Blanc.
En 1815, le duché de Savoie est réintégré dans les États de Savoie.
En 1860, la Savoie est rattachée à la France à la suite d'un référendum.

## Politique et administration

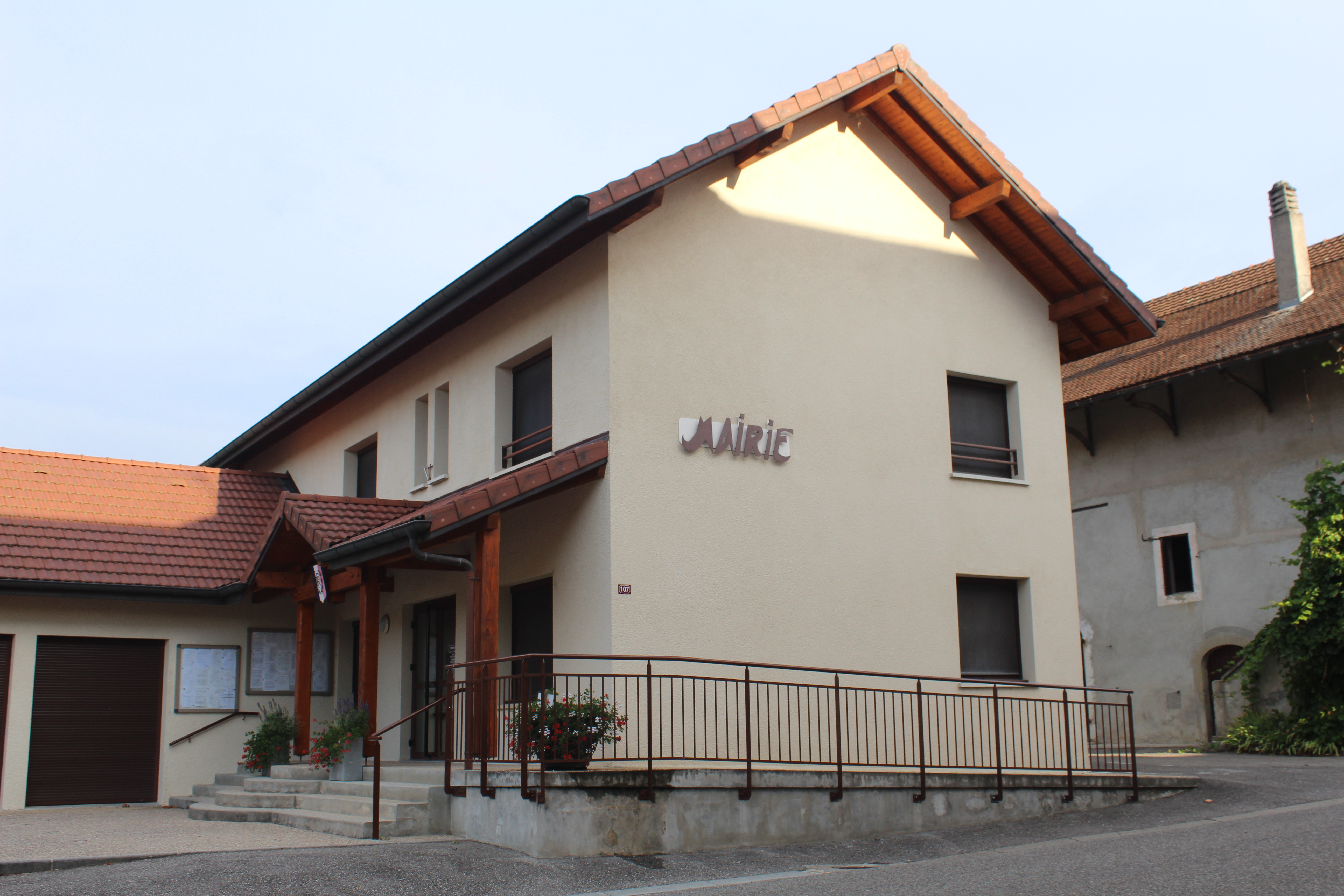
Mairie.

| Période                                  | Période  | Identité          | Étiquette | Qualité |
| ---------------------------------------- | -------- | ----------------- | --------- | ------- |
| mars 2001                                | mai 2020 | Christine Vionnet | ...       | ...     |
| mai 2020                                 | En cours | François Sève     | ...       | ...     |
| Les données manquantes sont à compléter. |          |                   |           |         |

## Démographie
L'évolution du nombre d'habitants est connue à travers les recensements de la population effectués dans la commune depuis 1793. Pour les communes de moins de 10 000 habitants, une enquête de recensement portant sur toute la population est réalisée tous les cinq ans, les populations de référence des années intermédiaires étant quant à elles estimées par interpolation ou extrapolation. Pour la commune, le premier recensement exhaustif entrant dans le cadre du nouveau dispositif a été réalisé en 2004.

En 2022, la commune comptait 424 habitants, en évolution de +7,34 % par rapport à 2016 (Haute-Savoie : +6,01 %, France hors Mayotte : +2,11 %).
| 1793 | 1800 | 1806 | 1822 | 1838 | 1848 | 1858 | 1861 | 1866 |
| ---- | ---- | ---- | ---- | ---- | ---- | ---- | ---- | ---- |
| 339  | 361  | 369  | 520  | 467  | 618  | 543  | 549  | 567  |

| 1872 | 1876 | 1881 | 1886 | 1891 | 1896 | 1901 | 1906 | 1911 |
| ---- | ---- | ---- | ---- | ---- | ---- | ---- | ---- | ---- |
| 571  | 587  | 592  | 622  | 591  | 551  | 556  | 543  | 522  |

| 1921 | 1926 | 1931 | 1936 | 1946 | 1954 | 1962 | 1968 | 1975 |
| ---- | ---- | ---- | ---- | ---- | ---- | ---- | ---- | ---- |
| 465  | 444  | 394  | 398  | 343  | 308  | 287  | 280  | 239  |

| 1982 | 1990 | 1999 | 2004 | 2006 | 2009 | 2014 | 2019 | 2022 |
| ---- | ---- | ---- | ---- | ---- | ---- | ---- | ---- | ---- |
| 229  | 236  | 255  | 339  | 358  | 360  | 385  | 415  | 424  |

## Climat
| Mois                                             | jan.         | fév.          | mars          | avril        | mai          | juin         | jui.         | août         | sep.         | oct.         | nov.         | déc.          | année      |
| ------------------------------------------------ | ------------ | ------------- | ------------- | ------------ | ------------ | ------------ | ------------ | ------------ | ------------ | ------------ | ------------ | ------------- | ---------- |
| Température minimale moyenne (°C)                | −0,1         | 0,2           | 3,3           | 6,9          | 9,9          | 13,7         | 15,4         | 14,7         | 12,1         | 8,7          | 4            | 0,4           | 7,4        |
| Température moyenne (°C)                         | 2,6          | 3,7           | 7,6           | 12           | 15           | 19,1         | 21,3         | 20,3         | 17,1         | 12,7         | 7,1          | 3,2           | 11,8       |
| Température maximale moyenne (°C)                | 5,3          | 7,1           | 11,9          | 17,1         | 20,1         | 24,6         | 27,1         | 26           | 22,2         | 16,6         | 10,1         | 5,9           | 16,2       |
| Record de froid (°C) date du record              | −9,5 27.2007 | −11,7 06.2012 | −10,3 01.2005 | −3 08.2021   | 1,4 03.2021  | 4,6 01.2006  | 7,8 25.2011  | 7,7 28.2011  | 3 27.2010    | −1,1 30.2012 | −7,3 27.2005 | −12,2 20.2009 | −12,2 2009 |
| Record de chaleur (°C) date du record            | 16,1 01.2023 | 19,5 24.2021  | 24,9 30.2021  | 28,8 20.2018 | 32,6 24.2009 | 37,9 27.2019 | 37,8 24.2019 | 38,8 23.2023 | 31,6 10.2023 | 26,6 08.2023 | 21,2 07.2015 | 16,1 18.2019  | 38,8 2023  |
| Précipitations (mm)                              | 84,6         | 70,8          | 76,7          | 68,3         | 86,3         | 93,8         | 76,5         | 80,8         | 61,3         | 90,6         | 89,4         | 106,2         | 985,3      |
| dont nombre de jours avec précipitations ≥ 1 mm  | 10,7         | 9,1           | 9,8           | 8,2          | 10,9         | 9,3          | 8,4          | 8,7          | 7,3          | 9,1          | 9,4          | 10,6          | 111,4      |
| dont nombre de jours avec précipitations ≥ 5 mm  | 5,4          | 4,9           | 4,5           | 4,3          | 6            | 5,4          | 4,8          | 5,3          | 3,6          | 5,7          | 5,4          | 6,4           | 61,7       |
| dont nombre de jours avec précipitations ≥ 10 mm | 3,2          | 2,5           | 2,5           | 2,5          | 3,3          | 3,5          | 2,8          | 2,8          | 1,6          | 3,4          | 3,1          | 4,1           | 35,3       |

## Économie

### Activités
- Commune agricole.
- Travailleurs frontaliers vers Genève.
- Quelques artisans, indépendants et commerçants.

### Réseaux
La commune est couverte par la TNT HD via l'émetteur de « Frangy - Mont de Musièges » et l'émetteur de « Chambéry - Mont du Chat ».
Certains opérateurs et équipementiers rendent facile d'accès la réception de la télévision par satellite.
L'ADSL est disponible depuis le : 11 février 2011 avec l’implantation d'un NRA-zo. Depuis 2019, le central est fibré et l'opérateur Orange propose le VDSL2+ et la télévision via internet. Les autres opérateurs proposent de l'ADSL2+ sans TV non dégroupé.
Le village est inclus dans le plan très haut débit du gouvernement, le Syane qui gère le déploiement du réseau  très haut débit public départemental a prévu de déployer la fibre optique dans le village. Le Syane et Covage avaient prévu de fibrer la commune au 4e trimestre 2021 (octobre-novembre-décembre) en FTTH, c'est-à-dire fibre jusqu'à l'abonné. Le FTTO (fibre professionnelle) est disponible. Néanmoins, même si des travaux de génie civil ont été réalisés, les travaux on pris du retard. L'éligibilité est désormais annoncée pour 2023 sans plus de détails.
La commune est couverte par les réseaux des opérateurs Free (3G, 4G, 5G), Orange (2G, 3G, 4G) , Bouygues (2G, 3G, 4G) et SFR (2G, 3G, 4G).

### Loisirs
Usinens fut une étape du calendrier du championnat du comité du Lyonnais de caisse à savon. La course organisée dans le centre du village se disputait sur une piste de 600 mètres comportant deux difficultés : le virage des chasseurs, une courbe très rapide, ainsi que le virage de la buvette où chaque année des sorties dans la paille spectaculaires avaient lieu. Cette fête était organisée par le foyer rural de la commune, mais celui-ci a décidé de mettre un terme à cet événement qui demandait trop d'investissement pour les bénévoles et qui devenait de moins en moins fréquenté.
Le Foyer rural d'Usinens (association loi de 1901) anime le village au cours de diverses manifestations, journées et soirées. On peut citer des exemples comme la potée, marché paysan, vide-grenier, le carnaval, la journée "pirates" (activités organisées pour enfants et ados suivi d'un pique-nique) ou encore la soirée raquettes. À noter que le Foyer rural est toujours une association recherchant des bénévoles pour animer le village.
Il existe divers chemins et promenades.

## Culture et patrimoine local

### Lieux et monuments
- Château de Châtel, construit par les comtes de Savoie, remanié à plusieurs époques, il conserve une remarquable salle voûtée avec cheminée monumentale et une chapelle, au sol fait d'une superbe marqueterie représentant une rose des vents. Le château accueillit lors d'un séjour l'antipape Clément VII alors qu'il rejoignait Avignon où il fut élu pape de 1378 à 1394, ouvrant par-là le grand schisme du Moyen Âge.
- Église Saint-Didier[9]. L'église primitive, située plus au nord, avait été édifiée sur une villa romaine[9]. Le vaste monument actuel a été reconstruit de 1852 à 1853 et décorée en 1898[9], comprenant notamment de remarquables arcs-boutants intérieurs soutenant une voûte constellée de 1 200 étoiles et 750 croix dorées à la feuille d'or.
- Oratoire de Notre-Dame.
- Pont de Châtel (XVIIIe siècle), avec ses cinq arches au-dessus des Usses.
- Pont de la Godette (1926).
- Grotte de Bovinens, réplique de celle de Lourdes, a été construite par les habitants du hameau en 1928.